# Гекас, Теофанис
Теофа́нис Ге́кас (греч. Θεοφάνης Γκέκας; род. 23 мая 1980[…], Лариса) — греческий футбольный нападающий и тренер. Гекас стал лучшим бомбардиром Греческой лиги в 2005 году (17 мячей) и вторым — в 2006 (15 мячей), лучшим бомбардиром немецкой бундеслиги в 2007 году, а также лучшим бомбардиром отборочного турнира ЧМ-2010 в европейской зоне (10 мячей).

## Биография
Теофанис Гекас начал свою футбольную карьеру в клубе второго греческого дивизиона «АЕЛ 1964». После трех лет проведенных там, он перешёл в «Каллифею» летом 2001 года. В первом сезоне Гекаса в форме «Каллифеи», команда вышла в первый греческий дивизион. Теофанис забил 30 мячей в 37 матчах второго дивизиона.
Гекас продолжал забивать голы, таким образом заинтересовав собой топ-клубы Греции. После забитых 32 мячей в 73 матчах он перешёл в «Панатинаикос» зимой 2005 года. В своём новом клубе Гекас стал лучшим бомбардиром греческого чемпионата в 2005 году, забив 17 мячей.
Дебют Гекаса за сборную состоялся в марте 2005 года, в победном матче с Албанией в рамках квалификации чемпионата мира. В сезоне 2005/06 Гекас в составе «Панатинаикоса» дебютировал в Лиге чемпионов.
Весной 2006 года «Бохум» начал интересоваться Гекасом, но «Панатинаикос» хотел за него 1,5 миллиона евро, что не устраивало немецкий клуб.
Однако летом 2006 года «Панатинаикос» приобрел греческого нападающего из ПАОКа Димитриса Салпингидиса, что и стало одной из причин, почему Гекас не смог продлить свой контракт. Как часть этой сделки, Гекас должен был перейти в «ПАОК», но он отказался. «Бохум» предложил за Гекаса 700 тысяч евро в конце сезона при условии что команда сможет вернуться в Бундеслигу.
В сезоне 2006/07 Гекас в составе «Бохума» боролся за выживание команды в бундеслиге. За это короткое время Теофанис стал звездой в команде, лучшим бомбардиром чемпионата и любимцем фанатов, которые называли его «греческим богом».
В апреле 2007 года «Бохум» сообщил о желании Гекаса играть за «Байер» в следующем сезоне. В «Байере» Гекас будет получать 2 миллиона евро в год, что в 4 раза превышает его зарплату в «Бохуме». Зимой 2009 года был арендован английским «Портсмутом», за который сыграл всего один матч в английской Премьер-лиге.
7 января 2012 года игрок перешёл в клуб турецкой Суперлиги «Самсунспор». Стоимость трансфера около 1 млн евро. Дебютировал в матче против «Трабзонспора», где его команда проиграла со счётом 0:4. В следующем матче против «Ордуспора» отметился победным дублем. Две недели спустя сотворил сенсацию, оформив хет-трик в матче против действующего чемпиона «Фенербахче». Та встреча завершилась со счётом 3:1. Гекас делал, то что не получалось у его одноклубников, забивать голы. Его игра помогала команде выйти из зоны вылета, но поражение от «Сивасспора» в последнем туре лишило команду шансов. По окончании сезона расторг соглашение из-за того, что команда вылетела из элиты.
В ноябре 2012 расторг контракт с «Леванте» по обоюдному согласию сторон.
26 января 2013 года подписал контракт на 1,5 года с турецким клубом «Акхисар Беледиеспор».

## Личная жизнь
Жену Гекаса зовут Вассо. У них двое детей, близнецы Николаос и Микаэла-Ламприни.

## Интересные факты
- Гекас в юности был успешным борцом греко-римского стиля;
- 29 июня 2014 года в игре со сборной Коста-Рики (1/8 финала чемпионата мира) Гекас стал единственным участником, не сумевшим в послематчевой серии забить пенальти, в результате чего сборная Греции выбыла из турнира.